# Garalo
Garalo is een gemeente (commune) in de regio Sikasso in Mali. De gemeente telt 32.800 inwoners (2009).
De gemeente bestaat uit de volgende plaatsen:
- Banko
- Dialakoro
- Djine
- Fara
- Farabale Zena
- Foulalaba
- Garalo
- Golobala
- Kerekoumana
- Kodiougou
- Kotie
- Koura
- N'Gouako
- Nagnola
- Ngouana
- Ouenasokoro
- Paniala
- Sena
- Sienre
- Sienrou
- Sirakole
- Sirankourou
- Sirantjila
- Sola Bougouda
- Solaba
- Soronakolobe
- Tabakorole
- Tanhala
- Tiekoumala
- Tienko